# L.A. Reid

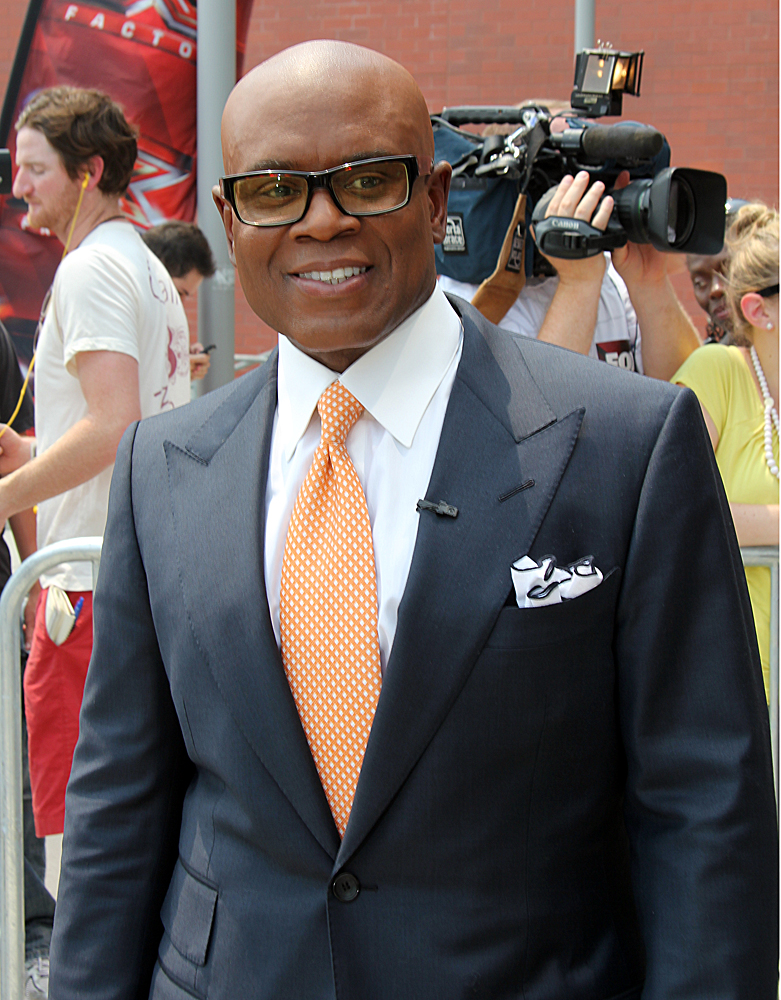
L.A. Reid im Juni 2011

Antonio Marquis „L.A.“ Reid (* 7. Juni 1956 in Cincinnati, Ohio) ist ein US-amerikanischer Musikproduzent. 1989 gründete er zusammen mit Kenneth Edmonds LaFace Records. Der frühere CEO von Arista Records ist heute Geschäftsführer von Island Def Jam Records.

## Leben
Antonio Reid war Mitglied der Gruppe The Deele; er schrieb, produzierte und veröffentlichte mit dieser Band drei Alben und trennte sich Ende der 1980er Jahre von ihr, um mit seinem Partner Kenneth „Babyface“ Edmonds, der auch Mitglied bei The Deele war, für andere Künstler zu schreiben und zu produzieren. Ihre ersten größeren Hits waren Rock Steady von The Whispers und Girlfriend von Pebbles (beide 1987).
Beide wurden zu erfolgreichen R&B-Produzenten und Songautoren. Zusammen schrieben sie über 150 Hits für Whitney Houston, Bobby Brown, Boyz II Men, Madonna, Mariah Carey und andere. Mitte der 1990er Jahre trennten sich die Wege der beiden. Babyface gründete mit seiner Frau ein eigenes Entertainment und Reid wurde 2000 als Nachfolger des Gründers Clive Davis Präsident des zu BMG gehörenden Labels Arista (als einer der ersten Afroamerikaner in einer so hohen Position in der US-Plattenindustrie), blieb aber nicht lange und wechselte im Jahre 2004 zu Def Jam. Er entdeckte zwar beispielsweise Pink und Avril Lavigne für Arista, machte aber 2003 hohe Verluste.
L.A. Reid war von 1989 bis 1996 mit der von ihm in den 1990er Jahren geförderten Künstlerin Pebbles verheiratet und hat einen Sohn, Aaron. Dessen Party zu seinem 16. Geburtstag in Jay-Zs New Yorker Club 40/40 wurde in der MTV-Show My Super Sweet Sixteen gezeigt. Unter anderem traten dort P. Diddy, Jermaine Dupri und Kanye West auf.